# PLIF

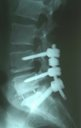
PLIF

PLIF (posterior lumbar interbody fusion) ist eine Operationstechnik zum Verschmelzen von Lumbalwirbeln mittels Herausnahme der Bandscheibe und Ersatz dieser durch einen (Titan) Korb (cage). Danach werden die Wirbel noch durch einen Fixateur interne (Transpedikuläre instrumentierte dorsale WK-Fusion) stabilisiert.
PLIF ist eine Versteifungsoperation an der Wirbelsäule (Spondylodese).
Im Gegensatz zu der ALIF (anterior lumbar intervertebral fusion), wird diese OP von posterior, also von hinten, durchgeführt. Eine chirurgische Variante des PLIF ist der TLIF ("transforaminal lumbar interbody fusion").
Eine über die Seite / über die Flanke durchgeführte Versteifungsoperation wird als XLIF bezeichnet.

## Prinzip
Interkorporelle (= zwischen den Wirbelkörpern) Fusion durch Knochen (autolog oder homolog) oder Knochenersatzstoffe (z. B. Tricalciumphosphat Knochen ohne "soft-PLIF") oder mit Cages (aus Titan, PEEK, Karbon …). Meistens mit zusätzlicher Stabilisierung (Pedikelschrauben, translaminäre Schrauben, Facettenverschraubung oder Interferenzschrauben in den Facetten). Um die Jahrhundertwende 20. – 21. Jh. die am meisten verbreitete Fusionstechnik.

## OP-Technik
- Dorsaler Zugang, Nukleotomie und Nuklektomie, Laminektomie und Facettektomie. Danach Einbringen des mit autologem Knochen gefüllten Cages, 2 pro Segment. Dabei besteht die Gefahr einer Verletzung des Duralsacks und der Nervenwurzel
- Als Sonderform TLIF, Transforaminelle interkorporelle lumbale Fusion, bei der die Bandscheibe von lateral exponiert wird und nur eine partielle Facettektomie durchgeführt wird. Der Nachteil ist die erhöhte Gefahr der Nervenwurzelverletzung.

Beide Methoden weisen ohne eine zusätzliche dorsale Instrumentierung eine hohe Pseudoarthrosenrate auf.